# Le monde ne suffit pas
Pour les articles homonymes, voir The World Is Not Enough.
Série
Demain ne meurt jamais
(1997) Meurs un autre jour
(2002)
Pour plus de détails, voir Fiche technique et Distribution.
Le monde ne suffit pas (The World Is Not Enough) est un film d'espionnage américano-britannique réalisé par Michael Apted, sorti en 1999. Il s'agit du 19e opus de la série des films de James Bond produite par EON Productions. Pierce Brosnan incarne James Bond pour la troisième fois. Sophie Marceau rejoint la liste des Françaises qui jouent le rôle d'une James Bond girl. Le film totalise plus de 361 millions de dollars au box-office mondial.

Logo original du film.

Après l'assassinat de Sir Robert King, un grand magnat du pétrole et ami d'enfance de M, celle-ci pense que la fille de ce dernier, Elektra, est en danger et est la prochaine cible des terroristes. James Bond se rend donc en Azerbaïdjan pour poursuivre son enquête, ce qui le fait évoluer dans le monde du pétrole.

## Synopsis

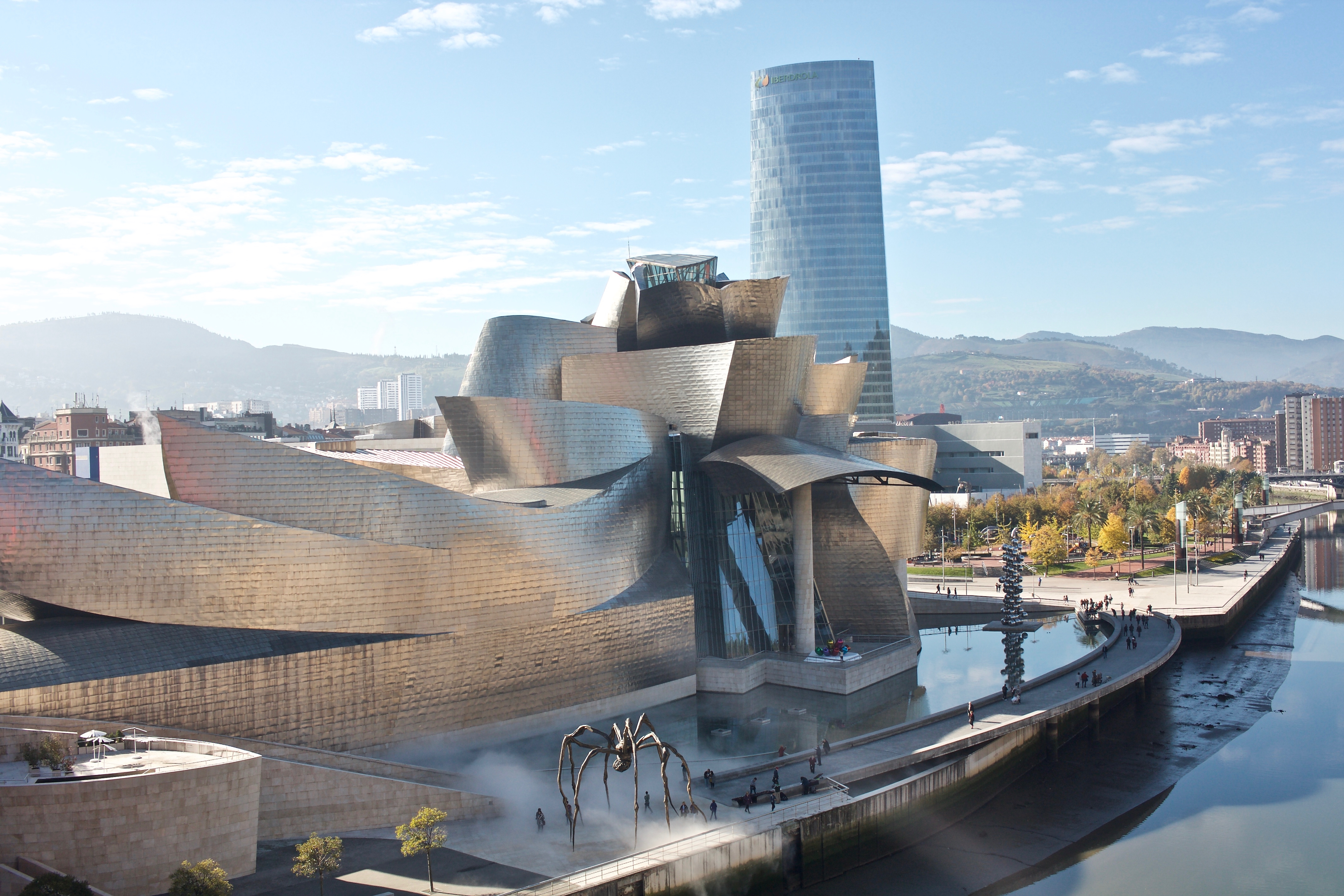
Le musée Guggenheim de Bilbao, vu dans le film.

James Bond est envoyé en mission à Bilbao pour récupérer l'argent d'un magnat du pétrole, Robert King, ayant servi à acheter un rapport qui a été volé par des terroristes. Mais la situation dégénère lors du rendez-vous avec le banquier et ce dernier se retrouve assassiné par sa secrétaire qui prend la fuite, tandis que Bond est sauvé par un tireur embusqué inconnu qui descend un garde du corps du banquier et prend la fuite à son tour en emportant l'argent.
À Londres, au MI6, il retrouve M et remet l'argent à King, ami de cette dernière. Alors qu'il fait le point sur sa mission à Bilbao avec sa patronne, Bond se rend compte que la mallette comportant l'argent est piégée et celle-ci explose, déclenchée par l'épinglette de King, tuant son propriétaire. Bond repère la secrétaire du banquier au large du bâtiment sur un bateau sur la Tamise qui tire dans sa direction. Bond « emprunte » le bateau gadgétisé de Q inachevé et part à sa poursuite sur le long de la Tamise. Un moment donné, ils empruntent les docks de Docklands, passent sous le Glengall Bridge, mais Bond se retrouve semé et prend un raccourci par un restaurant pour la retrouver sur la Tamise à proximité du Dôme du Millénaire. Après une longue course-poursuite, la femme saute dans une montgolfière alors que Bond torpille son bateau et saute à son tour la rejoindre sur la montgolfière. Mais elle se donne la mort plutôt que de révéler le nom de son commanditaire. Bond se blesse au bras pendant sa chute depuis la montgolfière en attrapant un câble du Dôme.

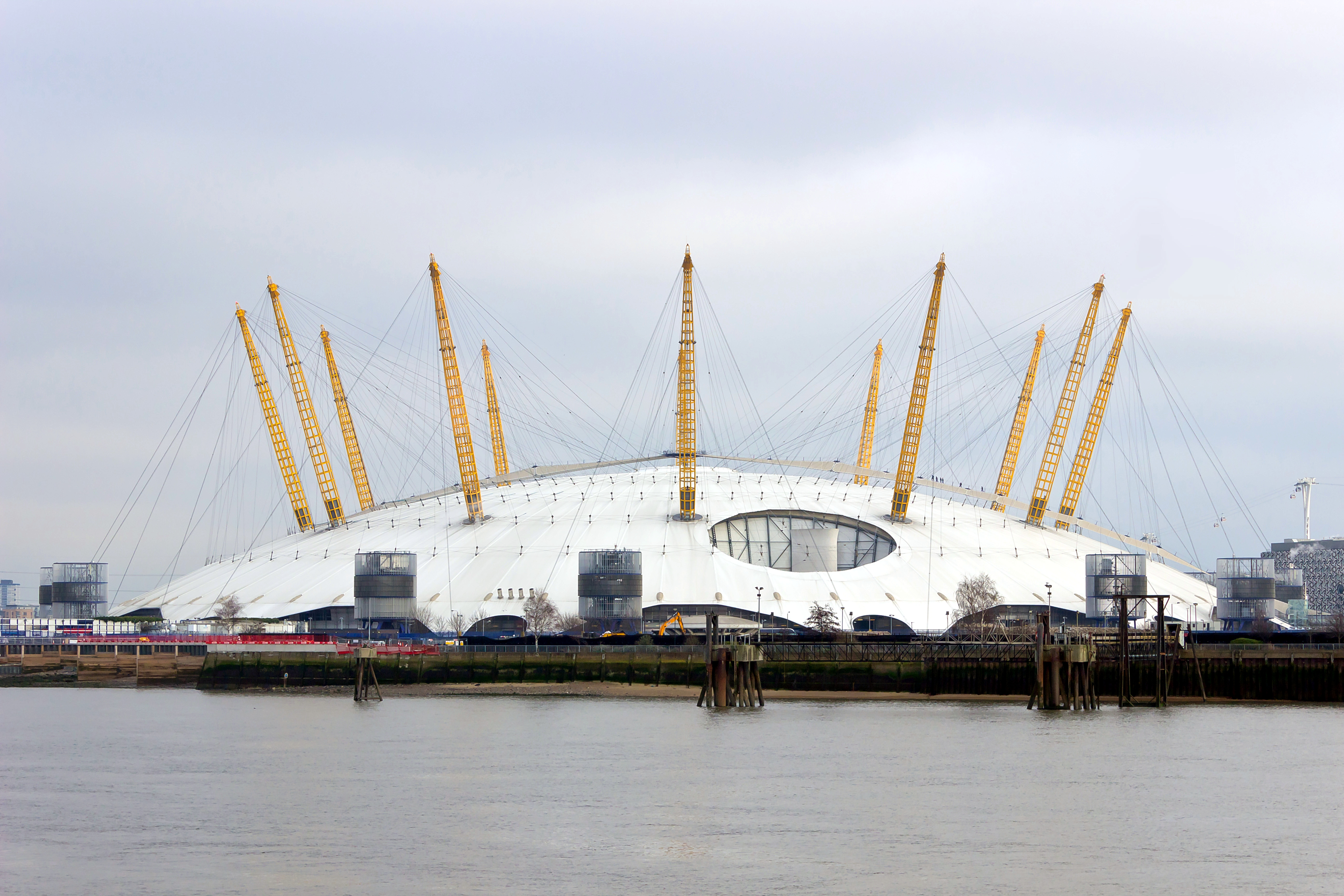
Dôme du Millénaire où la poursuite fluviale se finit.

Plus tard, après l'enterrement de Robert King, M charge ses agents 00 de retrouver l'assassin, mais elle en exempte Bond, convalescent. Ce dernier, refusant d'être sur la touche, réussit à se faire déclarer apte au service. Bond et M déduisent que l'entourage de King comprenait un traitre, en étroite collaboration avec le terroriste anarchiste Victor Zokas, surnommé « Renard ». M apprend à Bond qu'il avait autrefois kidnappé la fille de King, Elektra, que son père avait essayé de libérer contre rançon, mais Elektra avait pu échapper à ses ravisseurs. M avoue qu'elle avait tenté d'utiliser Elektra pour atteindre le terroriste et charge Bond de la protéger contre le Renard.

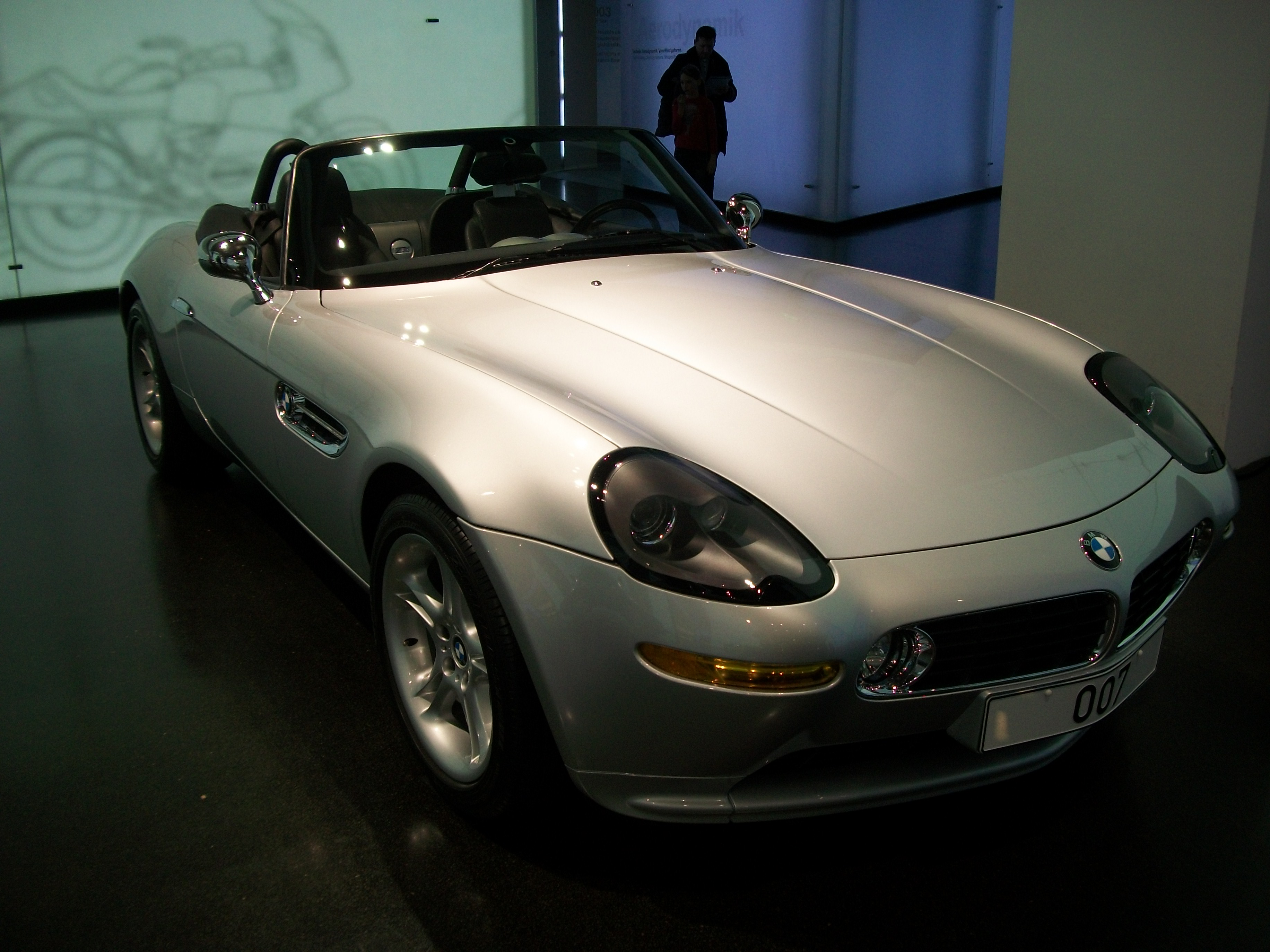
La BMW Z8 de Bond.

James Bond se rend donc en Azerbaïdjan où il rencontre Elektra et apprend qu'elle reprend la construction du pipeline de son père et est en concurrence avec trois pipelines russes. Sur le site de la construction, en pleine montagne, des para-hawks arrivent pour les éliminer. Après une course poursuite, Bond les élimine et sauve Elektra.
À Bakou, à sa résidence, Elektra demande à Bond de lui donner l'identité de l'homme qui essaie de la tuer. Bond ment en répondant qu'il l'ignore pour le moment. Le soir, dans un casino, il demande à parler à Valentin Zukovsky, un ancien du KGB, pour avoir des informations sur Renard et leurs agresseurs, qui s'avèrent appartenir au Ministère russe de l'Énergie (en). Ils croisent Elektra, laquelle tient à se montrer pour indiquer qu'elle n'a pas peur. Zukovsky et King se rejoignent pour jouer à la carte gagnante. Zukovsky gagne, et reçoit un chèque de 1 million de dollars de la part d'Elektra. Cette dernière dit à Bond sa devise : « La vie ne vaut pas d'être vécue si on ne la vit pas comme un rêve ».

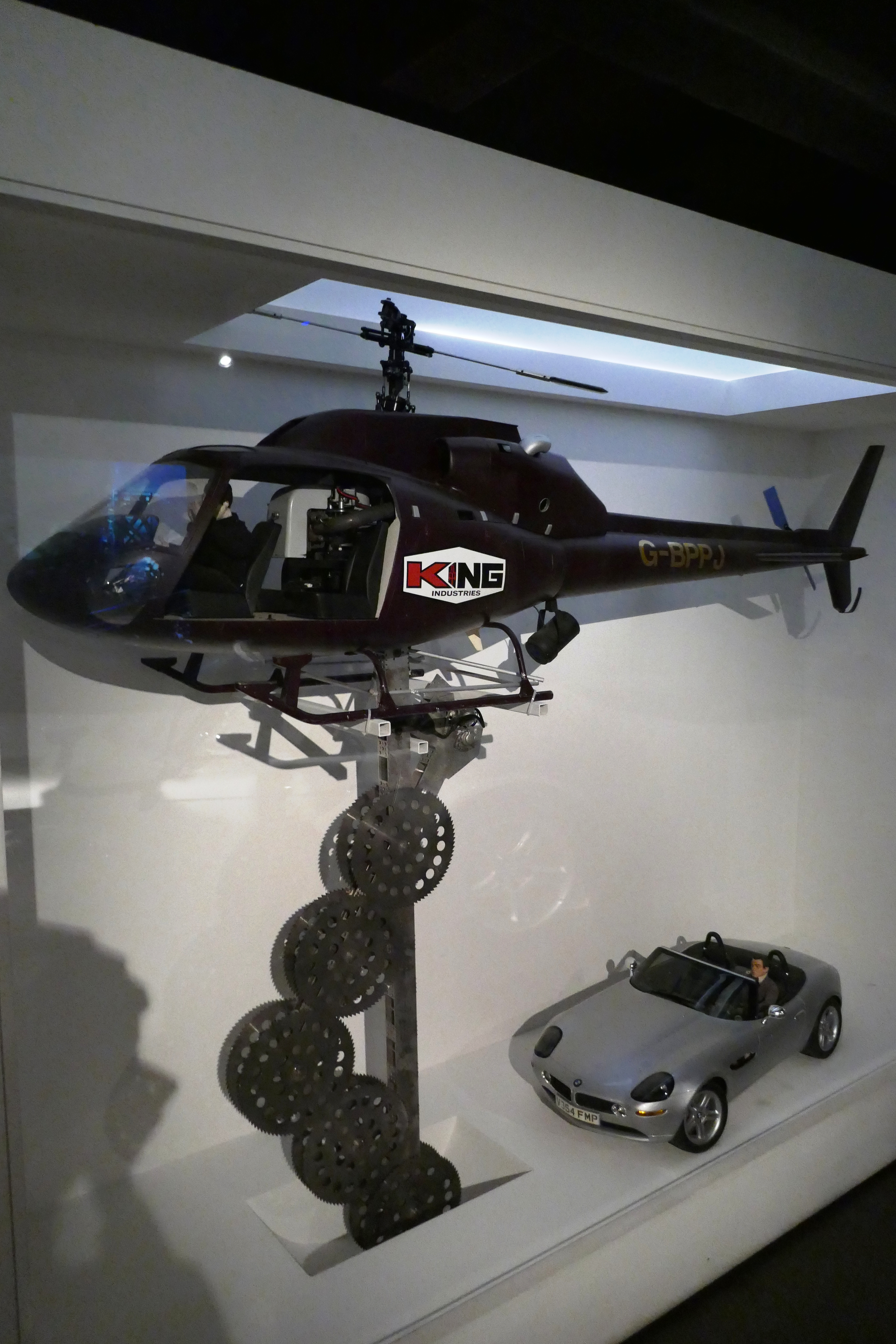
Hélicoptère de King.

Bond rentre chez Elektra, à Bakou, mais il la quitte en pleine nuit pour suivre un de ses gardes du corps, un complice de Renard. Bond le tue et prend sa place à bord d'un avion russe.
Arrivé au Kazakhstan, il rencontre le docteur Christmas Jones, spécialiste en physique nucléaire. Elle le conduit dans un bunker, où il voit Renard transporter un missile nucléaire avec une charge au plutonium. 007 arrête Renard, se prépare à l'exécuter, mais ce dernier menace de tuer Elektra s'il meurt. Bond pense que Renard bluffe, mais ce dernier lui dit la devise d'Elektra. Les hommes de Renard arrivent, ainsi que le Dr Jones qui comprend que Bond est un imposteur. Bond se rend, mais profite du conflit entre les Kazakhs et les hommes de Renard pour fuir avec Christmas Jones. Il poursuit ensuite Renard dans le bunker pour mettre la main sur le missile, mais Renard s'enfuit, déclenchant une explosion. Bond s'enfuit alors avec le Dr Jones, volant la carte qui permet de localiser le missile de Renard. Mais cette solution, trop imprécise, ne fonctionne pas.

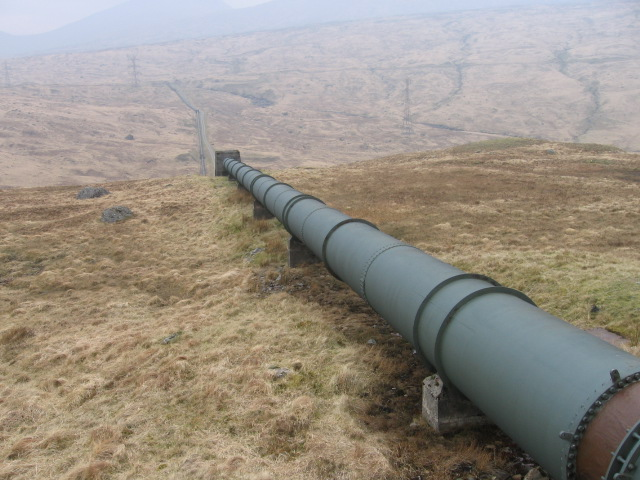
Un pipe-line en Écosse.

Elektra appelle en visioconférence M pour lui annoncer que Bond l'a quittée en pleine nuit, et qu'elle se sent en grand danger. Plus tard, Bond arrive au domicile d'Elektra pour une confrontation, mais elle nie toute complicité avec Renard et lui en veut d'avoir trahi sa confiance. Mais Renard cause un incident sur le pipe-line de King et Bond et Elektra se rendent au centre de contrôle des pipe-lines près de Bakou, rejoints par M et le Dr Jones. Au centre de contrôle, Bond donne à M la carte de localisation et précise à M qu'il pense qu'Elektra est complice de Renard et qu'elle a remplacé l'épinglette de son père par une copie pour le tuer.
Mais le système de surveillance indique qu'il y a une bombe atomique sur un chariot lancé à pleine vitesse dans le pipe-line d'Elektra. Bond et le Dr Jones se rendent alors en hélicoptère à une entrée extérieure du pipe-line, et y entrent. Une fois près de la bombe, ils en concluent que celle-ci a été trafiquée et qu'elle ne contient que la moitié de plutonium, pourtant suffisant pour créer une explosion atomique. Christmas est sur le point de la désamorcer, mais Bond l'en empêche. Bond récupère le plutonium. La bombe explose, Bond et Jones échappent de peu à l'explosion. Ils sont donnés pour morts.
Au quartier général, Elektra offre un cadeau à M : la vraie épinglette de son père; juste après, ses hommes tuent tous les agents du MI6, mais épargnent M. La patronne du MI6 lui donne alors une gifle, comprenant que Bond avait raison au sujet de sa culpabilité. Elle est emmenée prisonnière. Bond explique à Jones qu'il fallait les faire passer pour mort pour laisser Elektra dévoiler son jeu, et apprend la disparition de M. Le soir, Elektra et Renard se retrouvent dans leur tour sur une île à Istanbul, où M se retrouve prisonnière. Renard lui annonce que la mort frappera la ville (M comprise) le lendemain midi et pose un réveille-matin sur un tabouret en face de sa cellule. M se souvient que Bond lui a remis la carte traceur, et qu'elle a besoin d'énergie pour envoyer sa position. Elle essaie d'approcher le tabouret d'elle avec un bâton, mais échoue : le réville-matin tombe du tabouret.

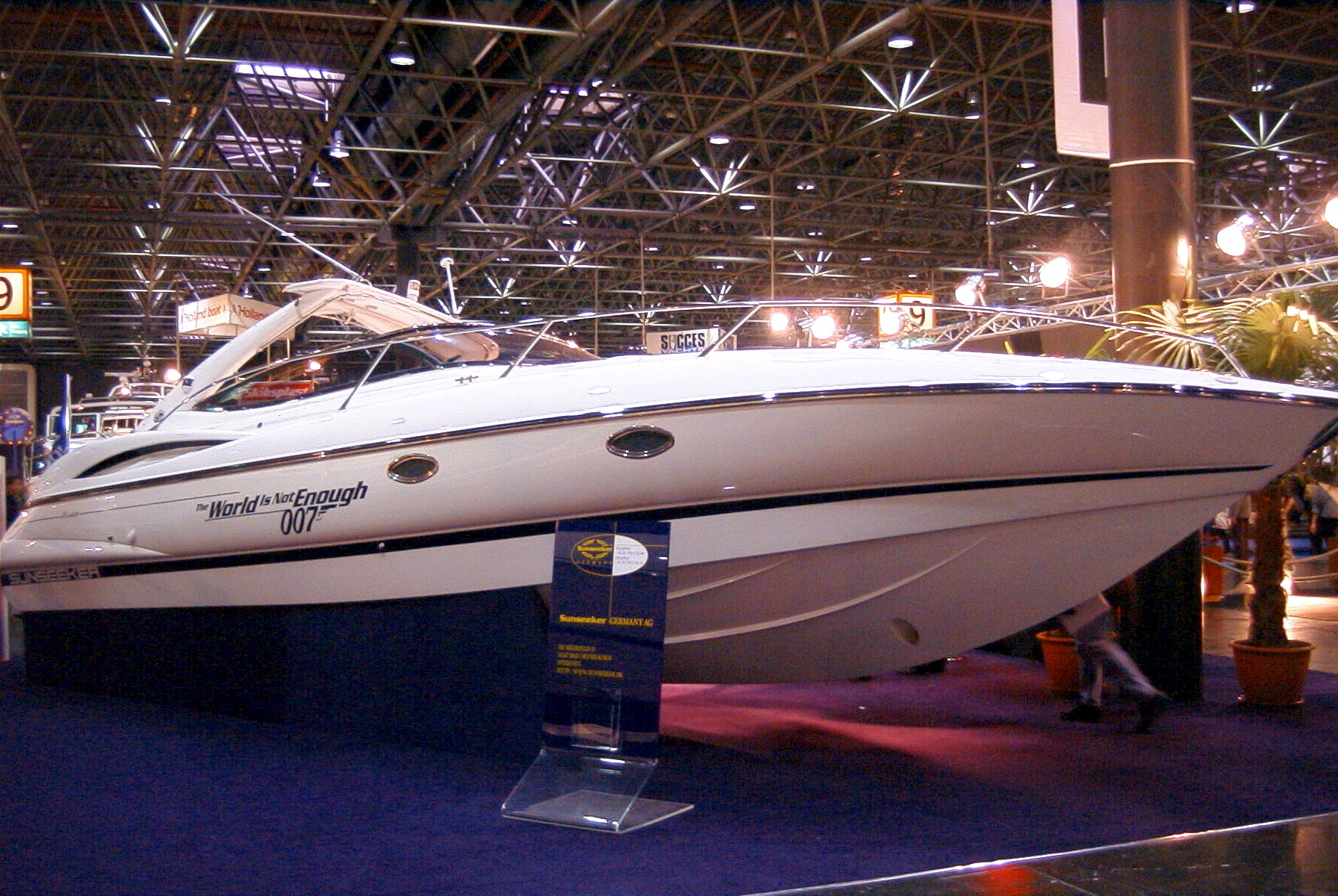
Le bateau utilisé dans le film.

La nuit, Bond et Jones se rendent quelque part sur la mer Caspienne, dans une usine de caviar, celle de Zukovsky car 007 pense qu'il y a un lien entre lui et Elektra. Mais avant qu'il puisse l'interroger, des hélicoptères de la société King équipés de longues scies de plusieurs mètres de hauteur arrivent et découpent l'usine en pièces. Bond détruit un hélicoptère avec sa voiture sur-équipée, mais elle se retrouve détruite par le second hélicoptère. Après beaucoup de difficultés, Bond détruit le second hélicoptère. Bond oblige Zukovsky, tombé par accident dans son caviar sous le regard moqueur de Bond et Jones, à avouer alors qu'il marchande avec Elektra en lui fournissant discrètement des marchandises grâce à son neveu, qui est dans la marine. Il indique qu'Elektra est à Istanbul, en Turquie, juste avant que l'usine s'effondre.
À Istanbul, Zukovsky raconte à Bond que son neveu commande un sous-marin nucléaire. Et c'est ce que cherche Renard : utiliser le reste du plutonium pour provoquer la fusion du réacteur du sous-marin, un "accident" nucléaire qui contaminera le détroit du Bosphore, détruira la ville d'Istanbul et surtout provoquera la fermeture définitive des pipelines russes concurrents, laissant le pipeline d'Elektra comme seul viable pour amener le pétrole jusqu'en Occident et rendant l'héritière toute-puissante. Renard accueille le sous-marin dans sa tour de la baie d'Istanbul et empoisonne tout l'équipage.
Le lendemain, à l'arrivée d'Elektra, elle lui demande l'heure. Elektra lui donne le réveil et M s'en sert pour envoyer sa position à Bond, l'île de la Tour Léandre. Bond, avec Jones et Zukovsky, reçoit des bips et à l'aide d'un plan de la ville, trouve la position de M, et donc d'Elektra et Renard. Mais le sbire de Zukovsky (M. Bull) part, laissant sa valise. Bond comprend que c'est une bombe. Il s'enfuit avec Christmas, Zukovsky est propulsé par l'explosion. Courant, James et Christmas sont arrêtés par les hommes de Renard et conduits par Bull vers la Tour Léandre, chez Elektra. Pendant ce temps, Elektra et Renard font leurs adieux, Renard allant se suicider durant son opération dans le sous-marin.
Ils sont donc emmenés chez Elektra qui ordonne d'emmener Christmas dans le sous-marin. Elle menotte Bond et avec un dispositif de torture (une garrotte). Elektra l'embrasse et commence à broyer son cou. On comprend qu'elle n'a pas été victime de Renard, mais qu'elle l'a manipulé et qu'il est fou amoureux d'elle. Elektra pérore en prétendant pouvoir manipuler tous les hommes, Bond compris. C'est là qu'elle déplore que Bond ne se soit pas rangé de son côté, alors qu'elle était prête à lui offrir « le monde ». Bond réplique : « le monde ne suffit pas ! », sa devise familiale. Alors qu'elle était prête à quitter la pièce pour monter dans son hélicoptère, Zukovsky arrive avec ses hommes, tue son sbire et débarque dans la pièce où se déroule la torture. Il ordonne à Elektra de ramener son neveu qui commande le sous-marin ici, mais Elektra lui tire dessus. Zukovsky, mourant et comprenant que son neveu a été tué, arme le fusil dissimulé dans sa canne et vise Elektra avant de tirer sur la menotte droite de Bond (lui permettant de se libérer) et d'échanger un ultime sourire complice. Elektra croyant que Zukovsky voulait le tuer, Bond en profite pour la repousser puis se libérer. Il la poursuit dans la tour et libère entre-temps M. Elektra est dans l'impasse, elle prétend qu'il ne peut la tuer car il l'aime trop. Bond lui ordonne de joindre par radio le sous-marin et d'annuler la destruction d'Istanbul. Elektra refuse, nargue Bond et demande à Renard de plonger. Elle se fait abattre aussitôt, tuée de sang-froid par l'agent secret.
James Bond plonge dans l'eau et entre de justesse dans le sous-marin avant sa plongée, il libère d'abord Christmas, puis veut remonter le sous-marin à la surface pour permettre à la police d'intervenir. Mais il se trompe dans les manettes, le sous-marin se renverse et se cogne contre le fond, provoquant un brèche dans la coque, tandis que Renard s'enferme dans le réacteur. Les compartiments se remplissant d'eau, Bond se rend avec l'aide de Christmas et par une sortie hors du sous-marin, dans la salle des réacteurs pour arrêter Renard qui veut provoquer une explosion nucléaire en introduisant une barre de plutonium dans le réacteur. Il lui dit qu'Elektra est morte, ce qui rend le terroriste fou furieux. Il enferme Bond derrière des barreaux après un dur affrontement. Renard arrive à ses fins mais au dernier moment, avec un système de mise sous pression, 007 arrive à propulser la barre de plutonium vers l'extérieur du réacteur, cette dernière atterrit dans le cœur de Renard qui est tué sur le coup. Le sous-marin menaçant d'exploser à cause d'une trop forte concentration de gaz explosif, James et Christmas s'enfuient par un tube de torpille avant que le sous-marin n'explose sans conséquences. Tous deux vivent une soirée romantique à Istanbul… sous le regard du MI6, dont M, qui cherchaient à le géolocaliser.

## Fiche technique
- Titre francophone : Le monde ne suffit pas
- Titre original : The World Is Not Enough
- Titres provisoires : Death Waits for No Man, Fire and Ice, Pressure Point et Dangerously Yours[1],[2]
- Réalisation : Michael Apted
- Scénario : Neal Purvis, Robert Wade et Bruce Feirstein (en), d'après les personnages imaginés par Ian Fleming
- Musique : David Arnold
  - Chanson du générique interprétée par Garbage
- Photographie : Adrian Biddle
- Montage : Jim Clark
- Décors : Peter Lamont
- Costumes : Lindy Hemming
- Production : Michael G. Wilson et Barbara Broccoli
  - Production associée : Nigel Goldsack
- Sociétés de production : EON Productions, Metro-Goldwyn-Mayer, Danjaq et United Artists
- Sociétés de distribution :
  - États-Unis : Metro-Goldwyn-Mayer
  - Royaume-Uni / France : United International Pictures
- Budget : 135 millions USD[3]
- Pays de production :  Royaume-Uni /  États-Unis
- Langues originales : anglais, russe et espagnol
- Format : couleurs - 2,35:1 - 35 mm - DTS / Dolby Digital / SDDS
- Genre : espionnage, action
- Durée : 128 minutes
- Dates de sortie[1] :
  - États-Unis : 8 novembre 1999 (première mondiale à Los Angeles) ; 19 novembre 1999 (sortie nationale)
  - Royaume-Uni : 22 novembre 1999 (première à Londres) ; 26 novembre 1999 (sortie nationale)
  - Belgique, France et Suisse : 1er décembre 1999

## Distribution
- Pierce Brosnan (VF : Emmanuel Jacomy) : James Bond 007, un agent secret britannique travaillant pour le MI6.
- Sophie Marceau (VF : elle-même) : Elektra King, la fille du magnat du pétrole Robert King.
- Robert Carlyle (VF : Michel Dodane) : Victor Zokas dit « Renard », un des plus grands terroristes anarchistes du monde.
- Denise Richards (VF : Isabelle Langlois) : Dr Christmas Jones, une scientifique en physique nucléaire. Elle participe au démantèlement des ogives dans un polygone nucléaire au Kazakhstan. Bond l'aide à s'échapper du piège tendu par Renard. Comprenant qu'un missile nucléaire est dans la nature, elle aide Bond à retrouver l'engin. Elle seule pourrait désamorcer une bombe atomique.
- Robbie Coltrane (VF : Alexandre Banguerski) : Valentin Dmitriovich Zukovsky, ancien membre du KGB. Il gagne sa vie aujourd'hui en ayant un casino et une usine de caviar. C'est un ami d'Elektra, mais il n'est pas au courant de sa trahison. Il a déjà croisé la route de Bond par le passé et fait une apparition dans GoldenEye.
- Judi Dench (VF : Liliane Gaudet) : « M », le chef du MI6. Au début du film, une bombe dissimulée au MI6 devait la tuer. Elle a échappé de peu à la mort, mais est capturée plus tard par Elektra. Bond la sauve à Istanbul.
- Desmond Llewelyn (VF : Georges Aubert): « Q », celui qui conçoit les gadgets de Bond ainsi que sa voiture. Bond vole son bateau afin de poursuivre la fille aux cigares.
- John Cleese (VF : Frédéric Cerdal) : « R », le remplaçant de « Q », qui va partir en retraite.
- Maria Grazia Cucinotta (VF : Chantal Baroin) : Giulietta da Vinci « La fille aux cigares », elle assassine le banquier suisse puis participe à l'attentat contre le siège du MI6 (pré-générique).
- Samantha Bond (VF : Brigitte Virtudes) : Miss Moneypenny, secrétaire de « M » et amoureuse sans espoir de Bond.
- Michael Kitchen (VF : Michel Roy) : Bill Tanner, le chef d’état-major du MI6.
- Colin Salmon (VF : Thierry Desroses) : Charles Robinson, assistant de « M ». Il conduit Bond et Jones au pipe-line d'Elektra.
- Goldie (VF : Sylvain Lemarié) : Maurice Womasa dit « Mr. Bull », un homme de main de Zukovsky, le trahissant. Il travaille pour Renard et Elektra et a pour mission de capturer James Bond.
- David Calder (VF : Michel Ruhl) : Sir Robert King, un magnat du pétrole. Ami d'enfance de « M », ils ont fait ensemble leurs études de droit à Oxford (pré-générique).
- Serena Scott Thomas (VF : Axelle Petersen) : Dr Molly Warmflash, un médecin du MI6 séduit par Bond pour pouvoir retourner sur le terrain.
- Ulrich Thomsen (VF : Marc Alfos) : Sasha Davidov, le chef de la sécurité d'Elektra King et un allié de Renard.
- John Seru (VF : Lucien Jean-Baptiste) : Gabor, le garde du corps d'Elektra.
- Claude-Oliver Rudolph : le colonel Akakievich, le responsable du polygone nucléaire situé au Kazakhstan.
- Patrick Malahide (VF : Jacques Brunet) : Lachaise, le banquier suisse véreux à Bilbao. (pré-générique)
- Jeff Nuttall (VF : Robert Darmel) : Dr Mikhail Arkov, un scientifique russe qui travaille avec Renard.
- Justus von Dohnányi (VF : Nikita Sarnikov) : le commandant Nikolaï, le neveu de Valentin Zukovsky.
- Carl McCrystal : Trukhin, un homme de main de Renard.
- Daisy Beaumont : Nina, une jeune femme s'offrant à Zukovsky au casino.
- Nina Muschallik : Verushka, une jeune femme s'offrant à Zukovsky au casino.
- Omid Djalili : le chef de chantier du pipe-line d'Elektra en Azerbaïdjan.
- Diran Meghreblian : le prêtre en Azerbaïdjan.
- Daz Crawford : le gangster au casino, Bond l'oblige à informer Zukovsky de sa présence dans son casino.
- Peter Mehtab : le croupier au casino, Bond lui demande d'enlever les trois premières cartes de la mise pour éviter une triche de la part de Zukovsky.
- Paul Bannon : le joueur de cornemuse en Écosse, son instrument est un lance-flamme conçu par « Q ». (non crédité)
- Ray Brown : un des policiers arrosés lors du passage du Q-boat conduit par Bond. (pré-générique) (non crédité)
- Judith Shekoni : une femme au casino. (non créditée)
- Michael G. Wilson : le portier de la salle de jeu privée de Valentin Zukovsky, Elektra lui signe un chèque d'un million de dollars qu'elle perdra en jouant contre Zukovsky. (caméo) (non crédité)

 Source et légende : version française (VF) sur RS Doublage et AlloDoublage

## Lieux de l'action
- Espagne, Bilbao (pré-générique).
- Angleterre, Londres (QG du MI6) (pré-générique).
- Écosse, château d'Eilean Donan (nouveau QG du MI6).
- Azerbaïdjan
  - Montagnes du Caucase (attaque des para-hawks),
  - Bakou (résidence d'Elektra King).
- Kazakhstan, polygone nucléaire en Asie centrale.
- Turquie, Istanbul.
- Bords de la mer Caspienne (usine de caviar de Valentin Zukovsky).

## Production

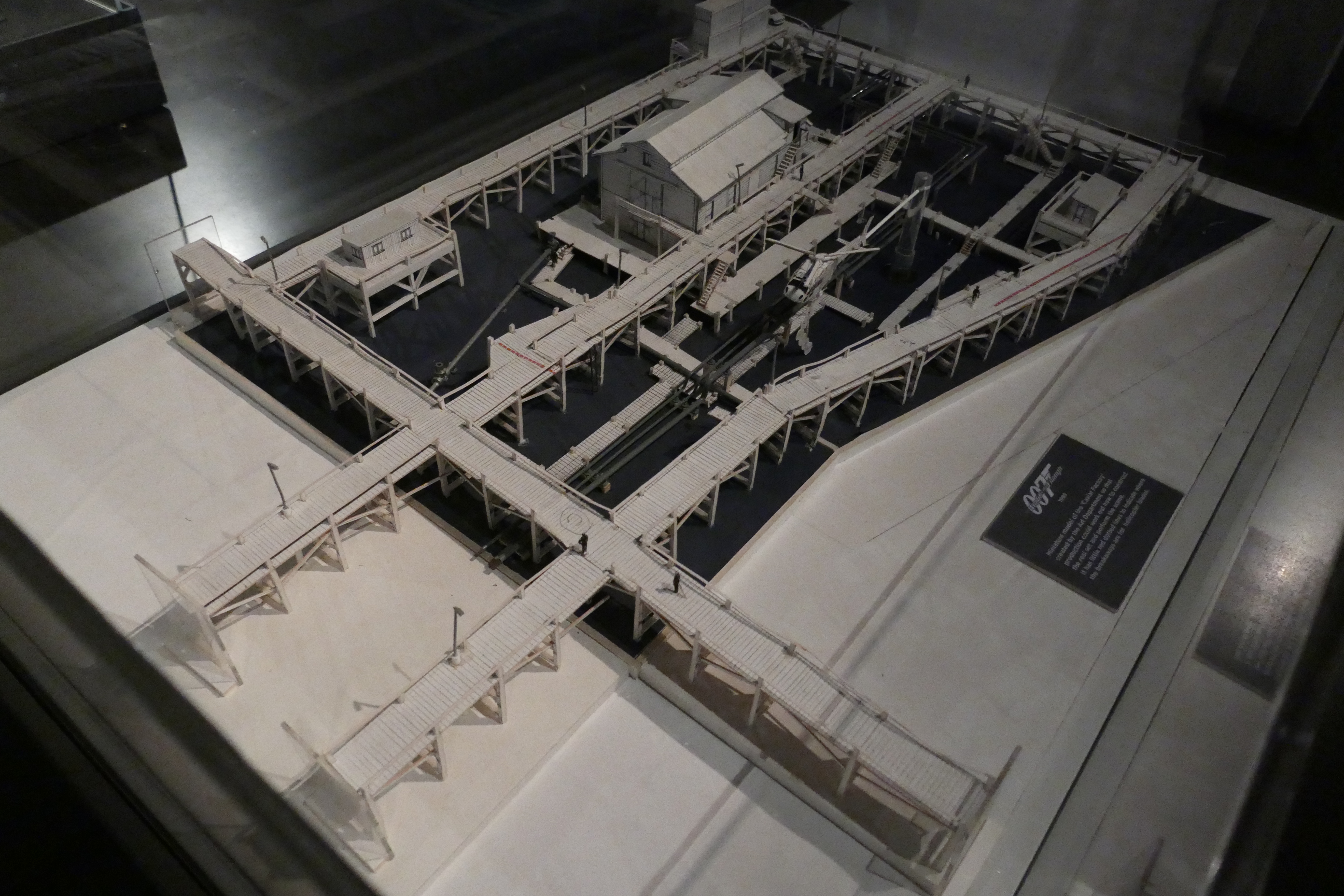
Maquette de « l'usine de caviar » construite par la production pour déterminer comment construire le décor.

La réalisation du film est proposée à Joe Dante et Peter Jackson. Barbara Broccoli avait beaucoup apprécié le film Créatures célestes de ce dernier. Une projection de Fantômes contre fantômes est alors arrangée pour elle. Le film ne lui plait pas du tout, et elle se désintéresse de Jackson, pourtant fan de la saga. Le réalisateur néo-zélandais a fait remarquer qu'EON Productions avait tendance à approcher des réalisateurs moins célèbres, et qu'il n'aurait donc probablement pas d'autre chance d'en réaliser un après sa trilogie Le Seigneur des anneaux,.
Le titre du film « The World Is Not Enough » (« Le monde ne suffit pas ») est la traduction de la devise latine Orbis non sufficit de Sir Thomas Bond, un ancêtre de James Bond (ceci est révélé lors d'une expertise d'une armoiries de cet ancêtre, dans Au service secret de Sa Majesté). C'est également l'épitaphe d'Alexandre le Grand.

### Tournage
Le tournage s'est déroulé du 11 janvier au 27 juin 1999.
- Le site du QG écossais du MI6 est le château d'Eilean Donan, près de l'île de Skye, celui-là même où fut tourné Highlander (1986), film dans lequel jouait Sean Connery.
- C'est à Chamonix que fut tournée la scène de poursuite dans le Caucase. Une avalanche ayant frappé le village suisse d'Evolène, en février 1999, le tournage fut interrompu afin que les hélicoptères de la compagnie Air Glaciers qui servaient à la production puissent participer aux efforts de sauvetage.
- La séquence de poursuite en bateau sur la Tamise a pris sept semaines à être tournée. Trente-cinq bateaux ont été utilisés.

#### Lieux de tournages
- Azerbaïdjan : 
  - Bakou[8] (scènes de ville)
- Angleterre :
  - Londres
    - La Tamise
    - Westminster
    - Tower Bridge
    - Canary Wharf
    - Dôme du Millénaire, Greenwich

  - Pinewood Studios
  - Plateau Albert R. Broccoli 007
  - Chatham, Kent
  - Swindon, Wiltshire (raffinerie)
  - Elstead, Surrey (scènes d'action et explosion du pipeline)
  - Base militaire RAF Northolt, Ruislip, Middlesex (piste de décollage d'Azerbaïdjan)
- Écosse :
  - Eilean Donan
  - Kyle of Lochalsh
- Espagne :
  - Bardenas Reales (Scènes extérieures du Kazakhstan)
  - Bilbao (Ville et Musée Guggenheim)
  - Cuenca (Site de construction du pipeline, Montagne du Caucase, Turquie)
- France :
  - Gorges de la Diosaz à Servoz, à proximité de Chamonix-Mont-Blanc[note 1] (scènes de ski)
- Pays de Galles :
  - Mont Snowdon (scène du pipeline)
- Turquie :
  - Istanbul
    - Palais de Küçüksu
    - Beykoz (extérieur du palace d'Elektra à Bakou)
- Bahamas (scènes sous-marines)

Lieux d'action selon la chronologie du film
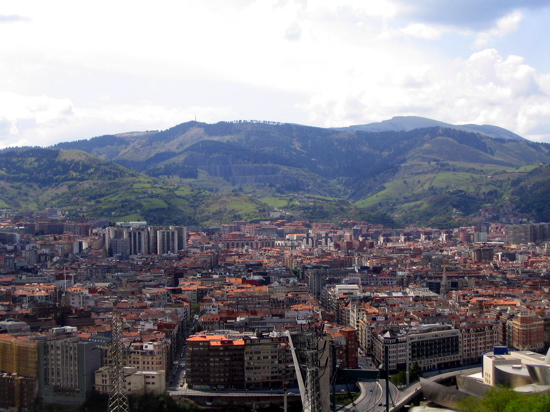
Ouverture en Espagne, à Bilbao.
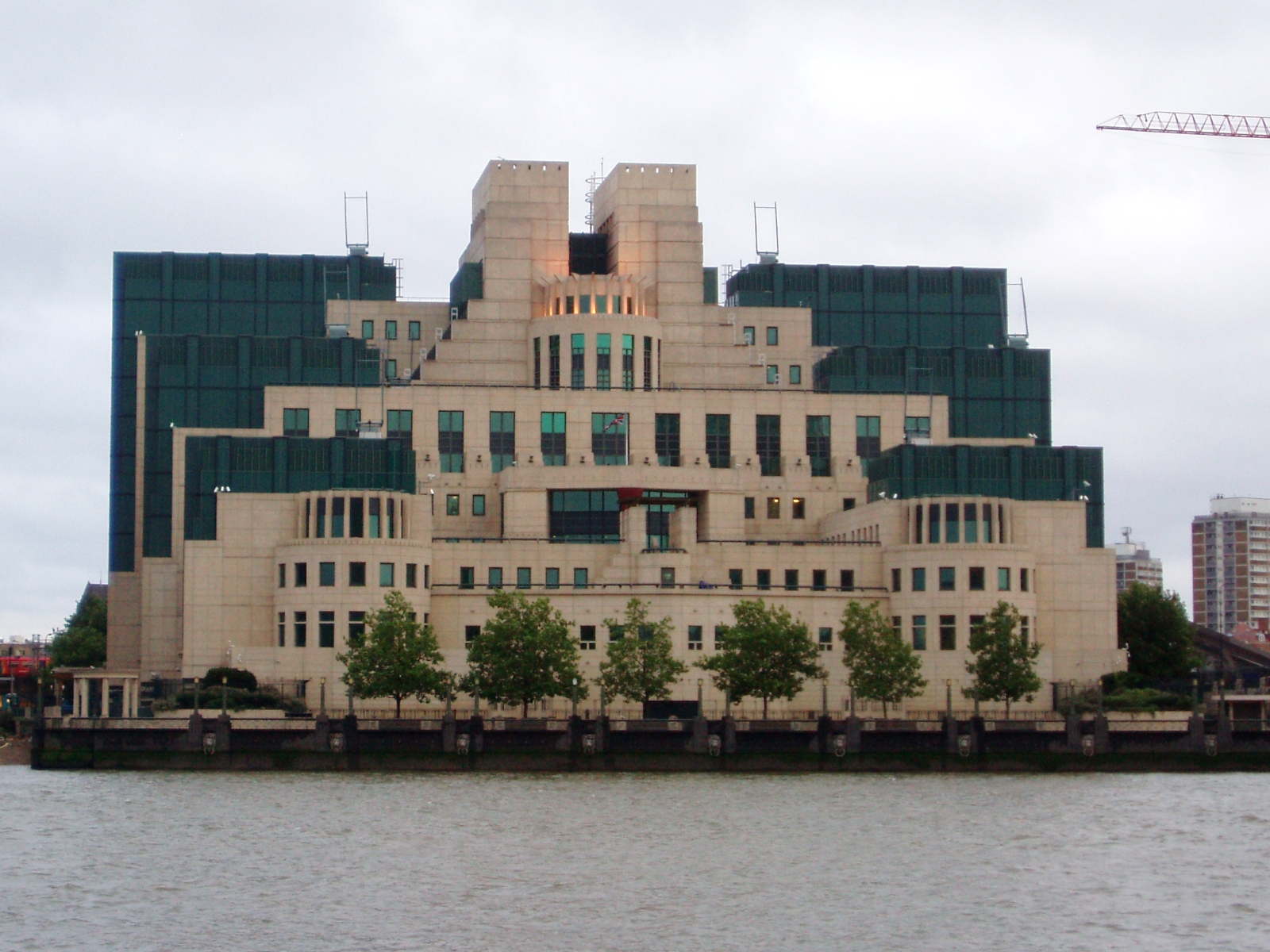
Début au MI6.
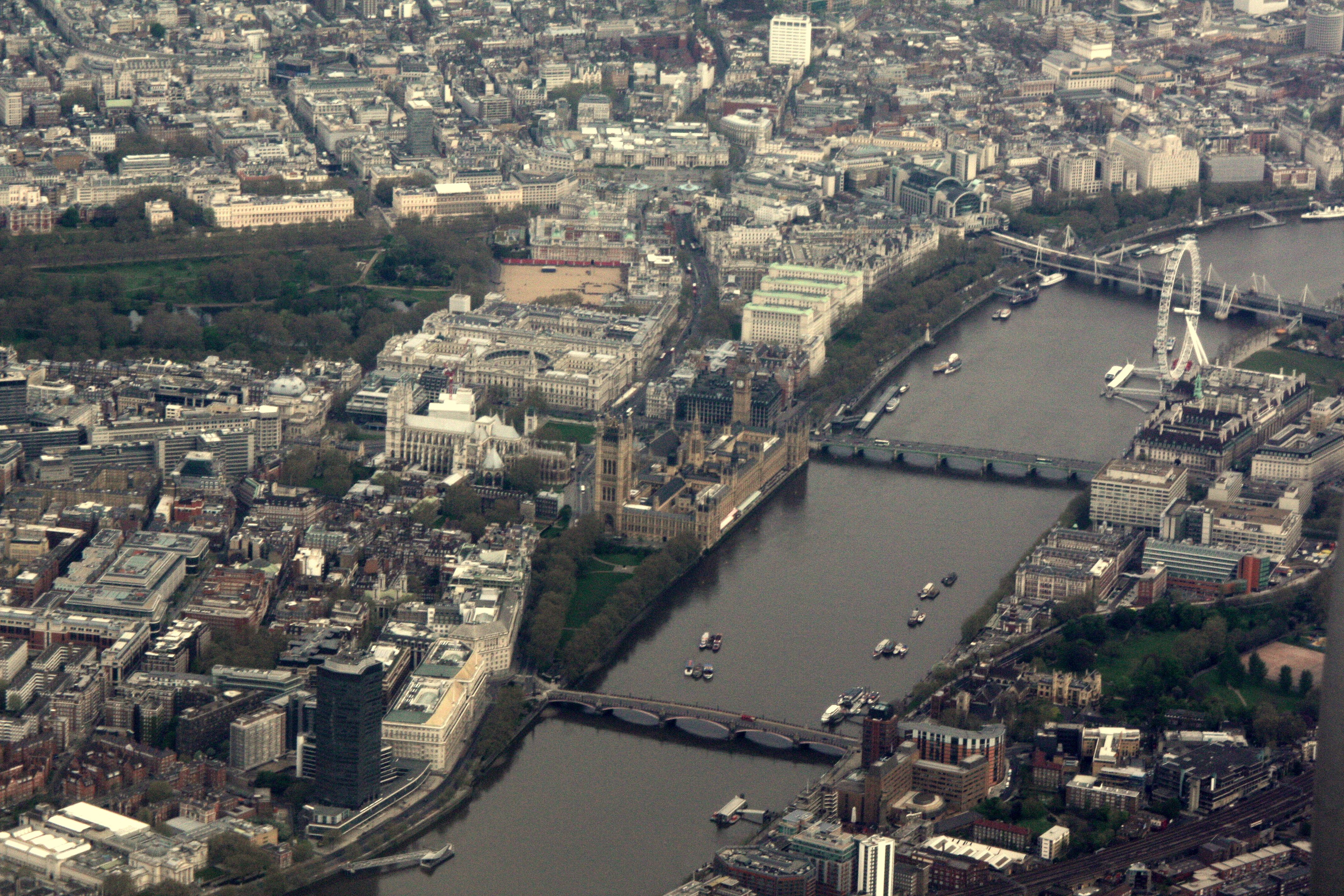
Poursuite en bateau sur la Tamise;
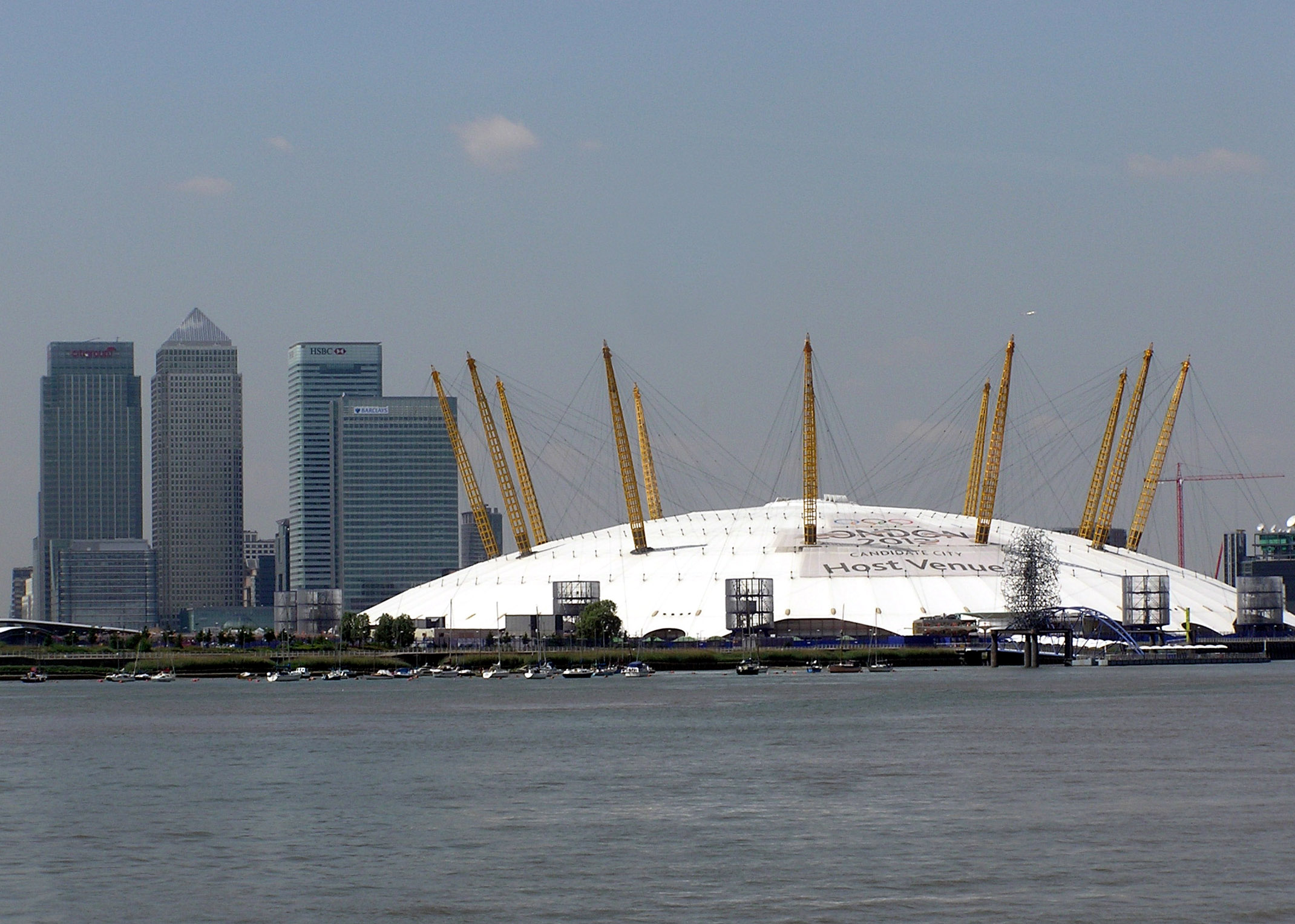
Fin de la poursuite avec le suicide de la pourchassée.
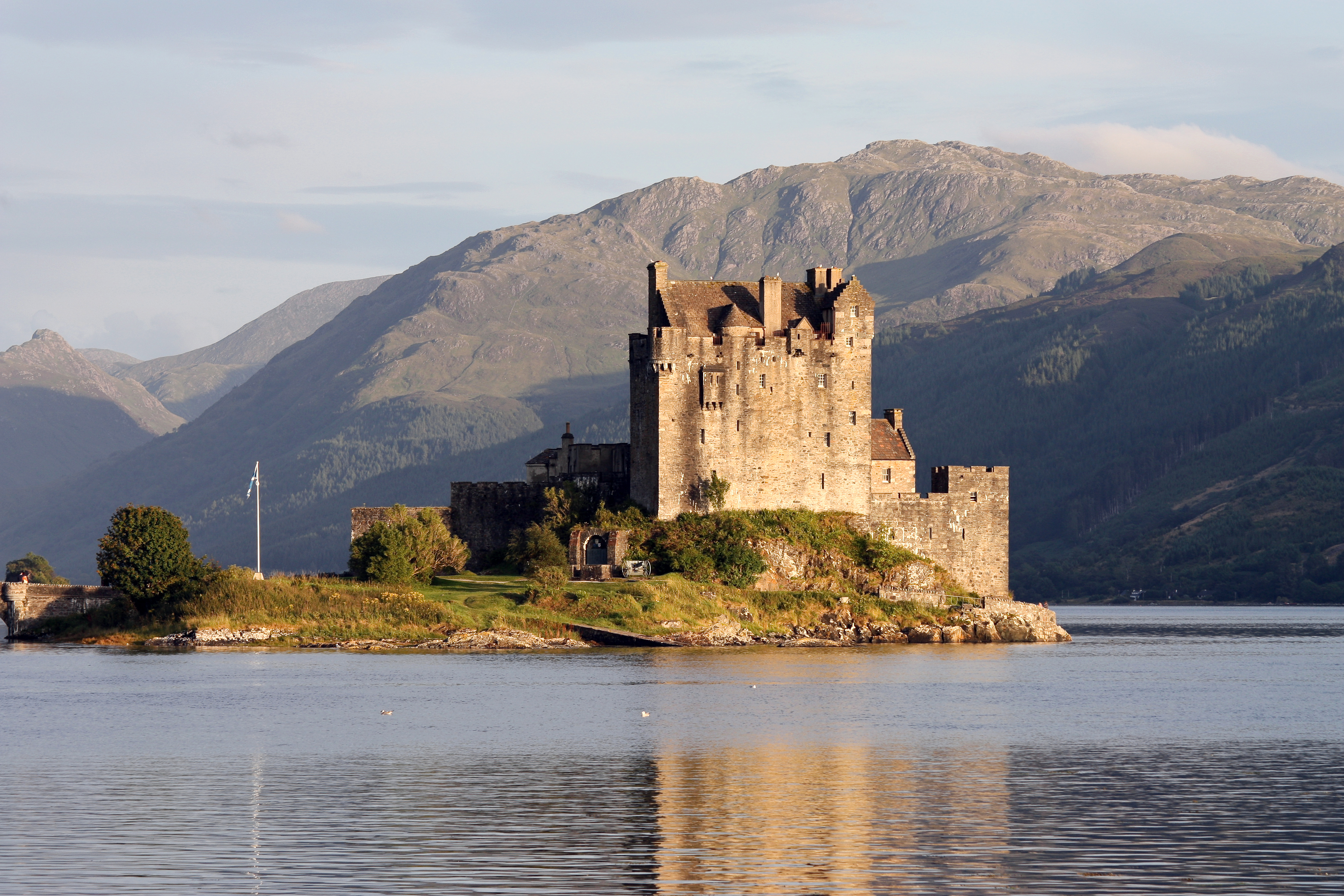
QG fictif du MI6 en Écosse.
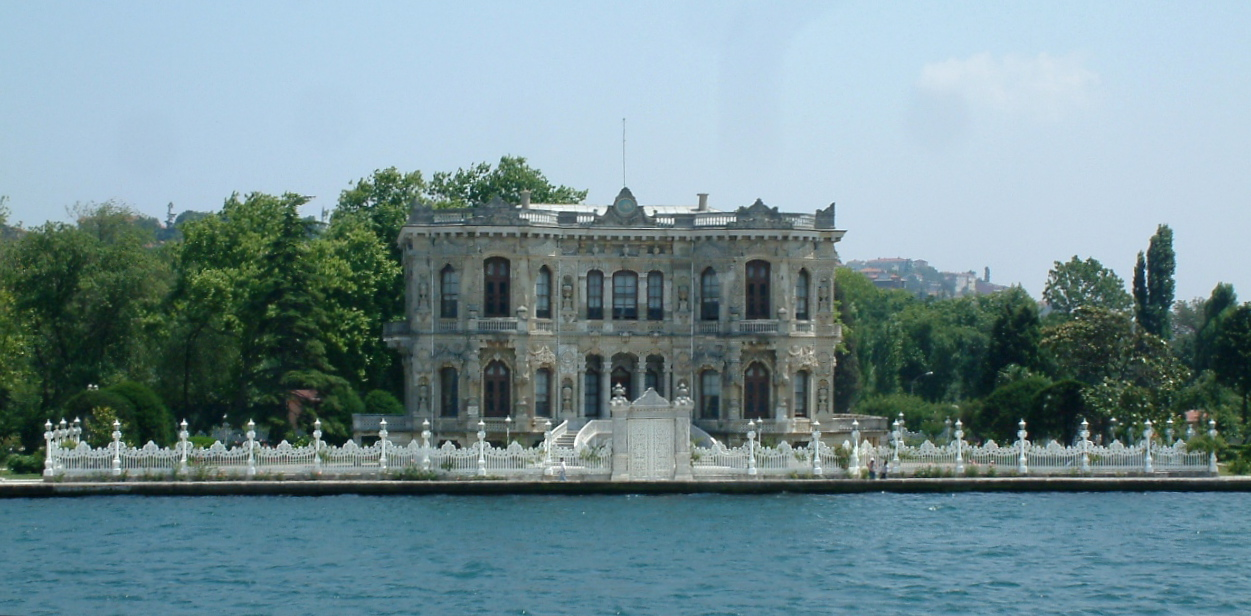
Palais de Küçüksu à Istanbul servant de résidence à Elektra. Celle-ci est censée être à Bakou.
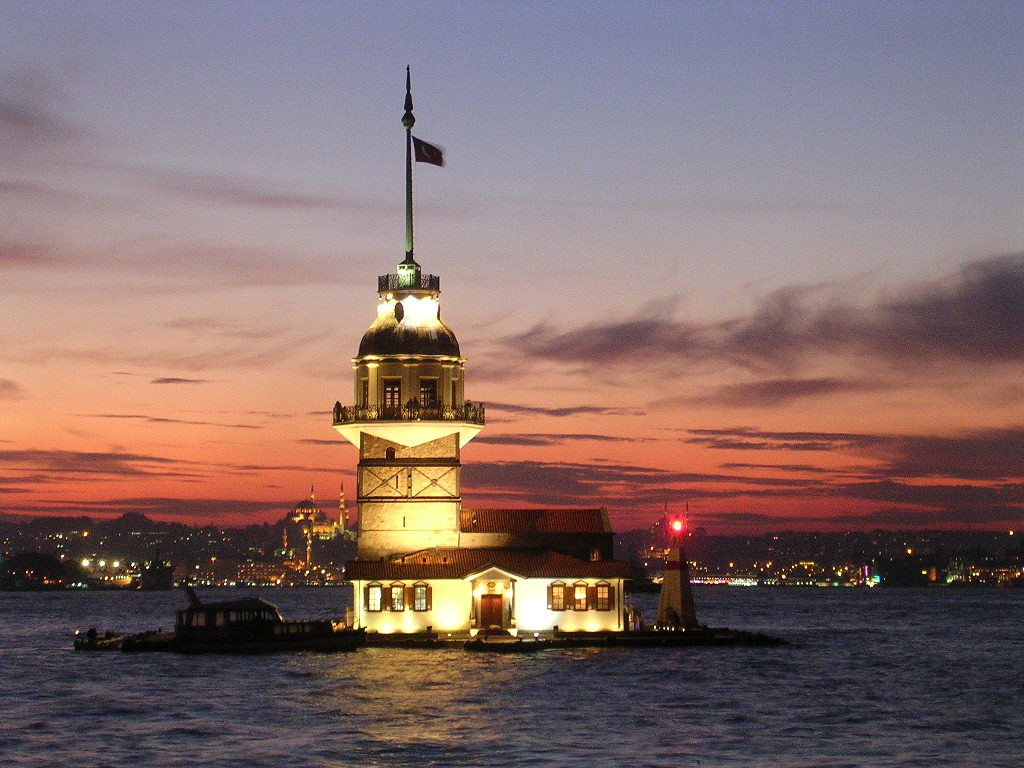
Tour de Léandre.
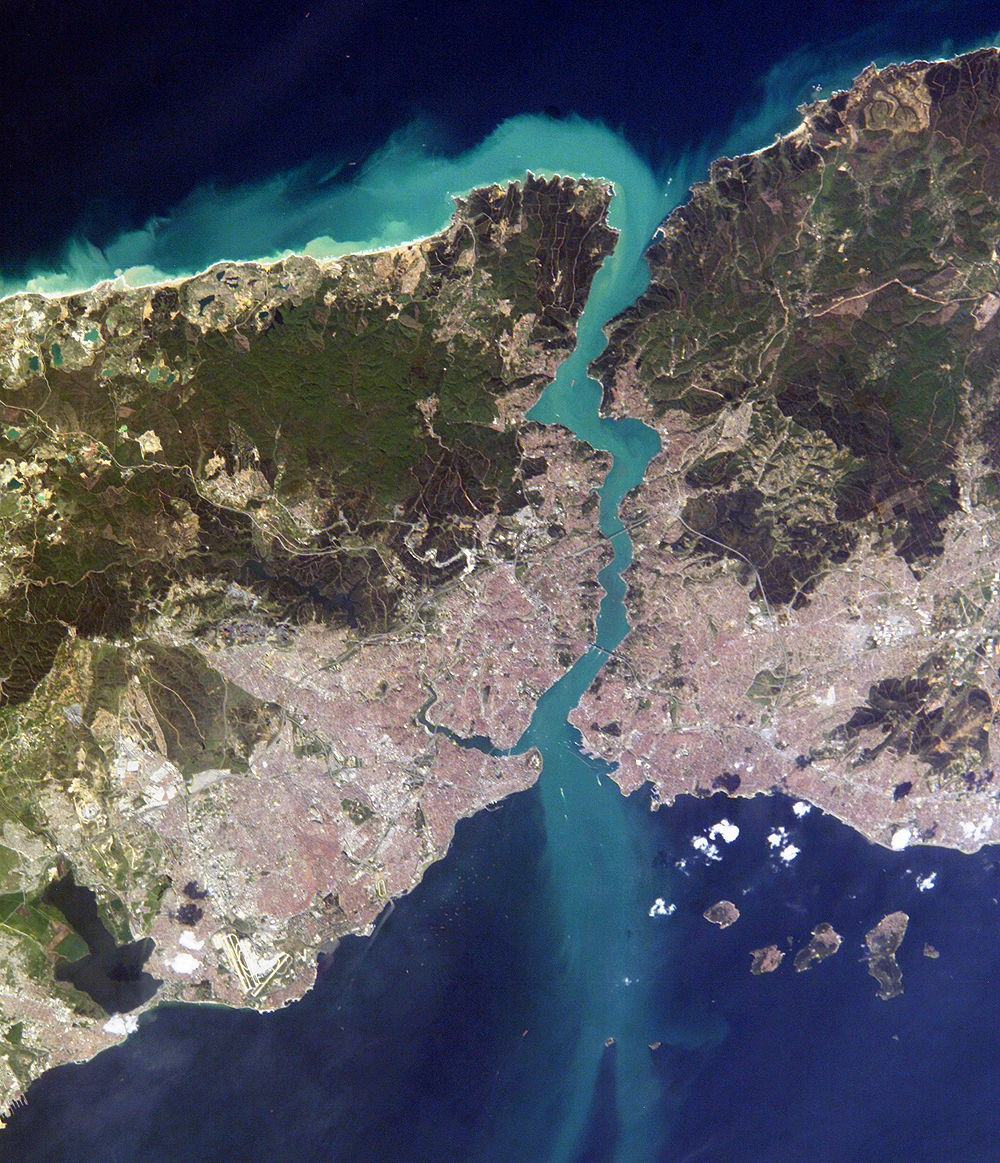
Scène finale à Istanbul.

## Bande originale
David Arnold compose sa 2e bande originale consécutive d'un film de James Bond. Pour moderniser la saga, il utilise davantage de musique électronique. Par ailleurs, pour coller à l'atmosphère des pays visités dans le film, il collabore avec le joueur de qanûn Abdullah Chhadeh, le percussionniste Pete Lockett et la chanteuse d'origine égyptienne Natacha Atlas.
La chanson du générique d'entrée, "The World Is Not Enough", est interprétée par le groupe de rock américain Garbage.
Arnold voulait rompre avec la tradition d'utiliser une reprise du thème d'ouverture pour le générique de fin. À l'origine, Arnold voulait utiliser le titre "Only Myself to Blame", qu'il a écrit avec Don Black et qui est interprété par Scott Walker. Cette chanson s'inspire de la romance ratée entre James Bond et Elektra King. Cependant, le réalisateur Michael Apted trouve cela inapproprié ; David Arnold utilise alors un remix techno du "James Bond Theme". "Only Myself to Blame" est cependant présente sur l'album.

## Autour du film

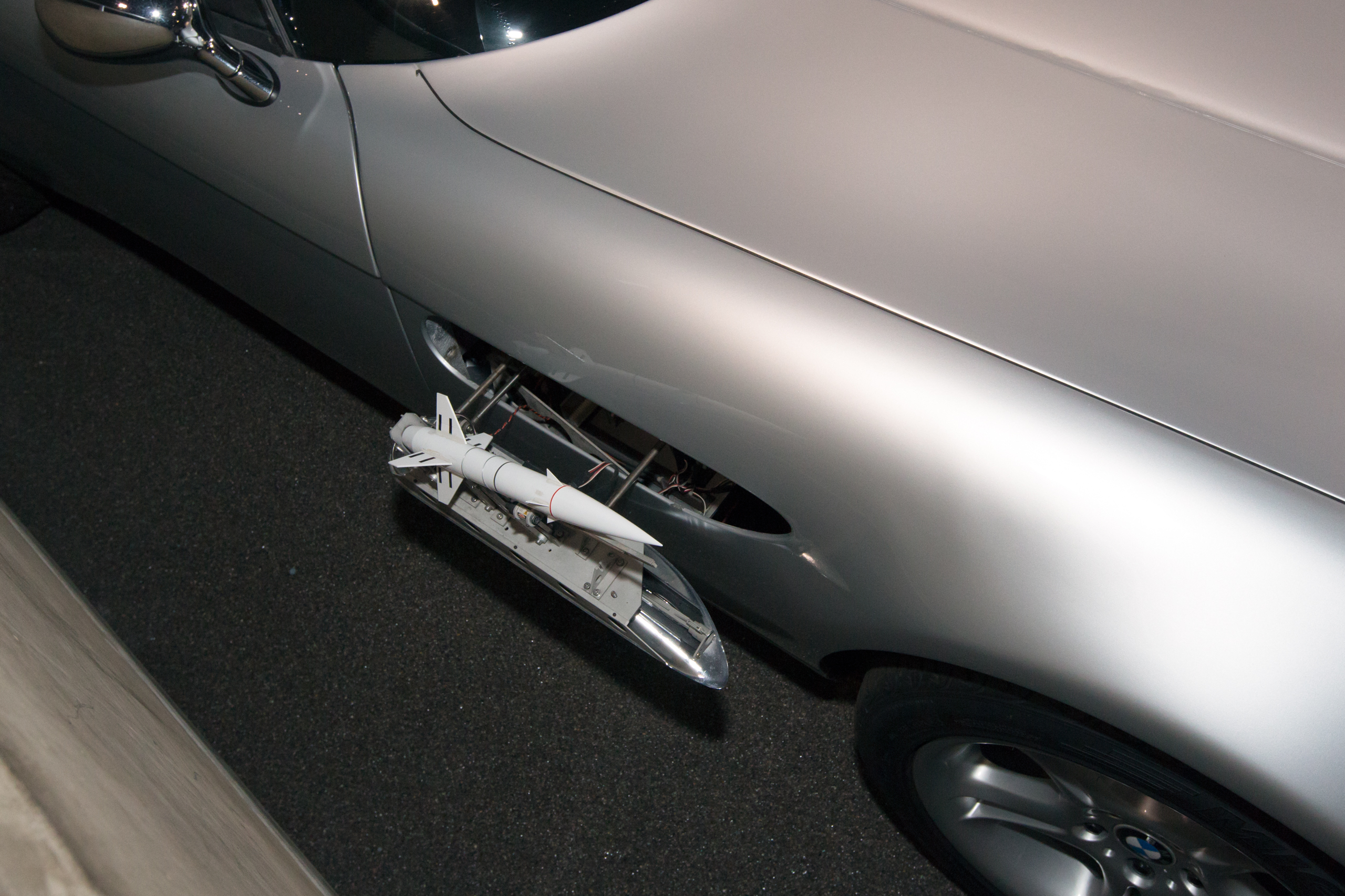
Le missile caché dans la BMW de James Bond.

- Les photos qui agrémentent les murs de la salle de commande de l'usine de caviar de Zukovsky sont celles d'anciennes James Bond Girls.
- Dans les scènes se déroulant au siège écossais du MI6, le portrait placé derrière le bureau de M dans la salle de briefing est celui de Bernard Lee. Bernard Lee fut l'acteur qui interpréta le premier M, de James Bond 007 contre Dr No (1962) à Moonraker (1979).
- Pour traduire l'effet produit par les lunettes à rayons X portées par Bond dans le casino de Zukovsky, la costumière Lindy Hemming a créé des tenues transparentes correspondant aux vêtements des figurants.
- Juste avant la scène de poursuite dans le Caucase, la production avait initialement prévu de larguer les skidoo-parapentes d'un avion habituellement utilisé pour des largages de parachutistes sportifs. Malheureusement, les skidoo-parapentes s'avérèrent trop grands pour pouvoir passer par l'issue arrière de l'aéronef. Pourtant, des scènes spectaculaires, coupées au montage, montraient l'avion passer en rase-motte très bas au-dessus du Glacier d'Argentière dans le Massif du Mont-Blanc où fut tournée la scène.
- L'un des policiers copieusement arrosés par 007 alors qu'ils posent un sabot de Denver est joué par Ray Brown, qui s'illustra dans un reality show sur le thème... des poseurs de sabots de Denver. Juste avant de filmer, l'équipe avait dit aux deux hommes qu'ils seraient « légèrement mouillés ».
- Ce fut la dernière apparition de Desmond Llewelyn en tant que Q. Âgé de 85 ans, Llewelyn décéda dans un accident de voiture un mois après la première du film. La dernière conversation qu'il eut avec le légendaire espion au QG écossais du MI6, où son personnage prend sa retraite et évoque son remplaçant. Dans sa dernière interview, il avait pourtant prévu d'apparaître dans le prochain film de James Bond.
- Comme dans la plupart des James Bond, Michael G. Wilson fait un caméo dans le film, quand Bond et Elektra entrent dans la pièce privée du casino.
- Il s'agit du troisième film de la saga dans lequel Bond est aperçu au volant d'une BMW.
- L'actrice Denise Richards jouant le rôle de la physicienne Dr Jones était seulement âgée de 27 ans lors du tournage. Une physicienne aussi expérimentée aurait dû être âgée d'au moins dix ans de plus. C'est l'une des raisons qui ont conduit à ce que ce film soit récompensé du razzie du pire second rôle féminin.
- Deux scènes du film étaient à l'origine prévues dans la première version du scénario de GoldenEye : celle dans laquelle Bond s'échappe du polygone nucléaire au Kazakhstan et celle des hélicoptères équipés de scies circulaires.
- La BMW Z8 du film n'est en réalité pas une vraie Z8 mais une réplique de Cobra déguisée avec des éléments de carrosserie fournis par BMW, aucun prototype de la Z8 n'étant disponible au moment du tournage[11].
- Dans "Au service secret de sa majesté" on apprend que "Le monde ne suffit pas" est inscrit sur le Blason de la famille Le Bon dont James Bond serait un descendant.

## Distinctions
Source : Internet Movie Database

### Récompenses
- Bogey Awards 1999 : Bogey d'or pour United International Pictures
- Goldene Leinwand 1999
- Empire Awards 2000 : meilleur acteur britannique pour Pierce Brosnan
- BMI Film & TV Awards 2000 : BMI Film Music Award pour David Arnold
- Blockbuster Entertainment Awards 2000 : meilleur acteur de film d'action pour Pierce Brosnan
- Razzie Awards 2000 : pire second rôle féminin pour Denise Richards

### Nominations
- Saturn Awards 2000 : meilleur film d'action / aventure
- Blockbuster Entertainment Awards 2000 : meilleure actrice de film d'action pour Denise Richards, meilleure actrice dans un second rôle de film d'action pour Sophie Marceau
- Csapnivaló Awards 2000 : meilleurs effets spéciaux
- Las Vegas Film Critics Society Awards 2000 : meilleure chanson (pour The World Is Not Enough)
- Golden Reel Awards 2000 : meilleur montage sonore d'un film étranger
- Razzie Awards 2000 : pire couple à l'écran pour Denise Richards et Pierce Brosnan
- Satellite Awards 2000 : meilleure chanson originale (pour The World Is Not Enough)

## Box-office
- Mondial : 361 704 575 $[13]
  -  États-Unis : 126 815 859 $[13]
- France : 3 599 609 entrées[13]
  - Paris : 787 252 entrées[13]

## Novélisation
En octobre 1999, Raymond Benson écrivit la novélisation du film. L'intrigue reprend fidèlement le scénario du film écrit par Neal Purvis, Robert Wade et Bruce Feirstein (en), tout en incluant presque toutes les scènes coupées et des digressions concernant les lieux et les personnages de l'histoire. Certains évènements sont aussi modifiés dans le roman. Le Monde ne suffit pas fut publié en France fin 1999 aux éditions Gérard de Villiers avec une traduction signée Pascal Loubet.
Le premier chapitre comporte une scène de briefing dans le bureau de M qui précède la mission en Espagne. Celle-ci révèle non seulement que 007 veut récupérer l'argent de King mais aussi venger le meurtre de 0012 par la même occasion. Effectivement, Sir Robert King avait acheté un rapport au marché noir qui avait été volé lorsque 0012 s'était fait tuer. Ce rapport n'étant pas ce qu'on lui avait laissé croire, le vendeur a accepté de le rembourser et c'est Bond qui doit aller chercher l'argent.
Le principal ajout de la novélisation est une biographie de Renard : Victor Zokas a passé son enfance à Moscou entouré d’une mère qui se prostituait et de ses trois sœurs ainées qui pouvaient se montrer cruelle avec lui. Il les détestait toutes, ainsi à 14 ans, il a décidé de quitter le foyer familial pour vivre dans la rue. Renard rentra dans l'armée soviétique à 18 ans mais ses tendances agressives, dérangeantes et dangereuses ont posé un problème. Après que les officiers aient compris qu’ils avaient là un véritable tueur à leurs disposition, Renard fut muté à l’espionnage où il travailla comme tueur et expert en explosif ;.
Après la chute de l’URSS, il quitta la Russie et devint mercenaire. Zokas gagna son surnom lors d’une opération en Iran où on reconnu ses talents pour la ruse.
Les expériences sexuelles de Renard ont très souvent étés catastrophiques car il « n'y arrivait pas » à le faire bien. Sa première fois fut avec une prostituée, sa seconde avec une fille qu’il viola dans une rue et sa troisième avec une mercenaire qu’il tua après s’être disputé avec elle au sujet de l’acte raté. Il vit d’abord la photo d'Elektra dans un magazine et tomba immédiatement amoureux d’elle. De plus, vu que son père était riche, il décida de l’enlever et de demander une rançon.
Si elle ne lui adressa pas la parole durant les premiers jours de captivité, les choses changèrent quand elle apprit que son père, sous les conseils de M, avait décidé de ne pas payer la rançon malgré tout l'argent qu’il avait. Elektra se rapprocha ainsi de son ravisseur.
Un jour, elle lui demanda un seau de glace et du champagne, et quand Renard vint les lui apporter, elle se trouvait couchée dans la cellule, absolument nue. Elle le séduisit et pour la première fois, il fut capable de « réussir » une relation sexuelle. Ils sont alors devenus amants.
Plus tard, elle lui proposa de tuer son père et ils organisèrent sa fausse évasion. Elektra était décidée à se venger de son père et de M. Renard sait qu’il va mourir, car s'il ne ressent aucune douleur, il sent tout de même la balle qui se déplace dans son crane. Il ne lui reste qu'environ deux jours à vivre durant les événements du récit, et il le sait. Tous ses actes sont faits par amour envers Elektra. Il se réconforte en sachant qu’elle gardera un bon souvenir de lui une fois Istanbul détruit.
De son côté, Elektra a des sentiments contradictoires pour lui. Parfois elle ne le considère que comme un « pion insignifiant dans cette immense partie », parfois elle veut être dans ses bras. Par ailleurs, Renard est sévèrement plus défiguré que dans le film. Il est atteint de la paralysie de Bell depuis que 009 lui a tiré une balle dans la tête.
Deux autres scènes mineures ont été rajoutées où Renard observe discrètement Bond et Elektra de loin : Dans la première, il se trouve dans un arbre en treillis de camouflage et contacte ses hommes par talkie walkie lorsqu'il se rend compte qu'ils partent pour les montagnes enneigés en hélicoptère.
Dans la seconde scène, Renard se trouve sur un toit en face du casino de Zukovsky. Bien qu’il soit alors accompagné d’un homme qui possède un fusil de précision, il décide de les laisser partir. En réalité, son amour pour Elektra est tellement grand qu'il souhaite lui offrir une nuit de plaisir en compagnie de Bond.
Au point de vue des différences par rapport au film, Bond utilise un Walther PPK (et non un P99) et Zukovsky a apparemment la vérole comme dans la novélisation de GoldenEye. Durant la poursuite en bateau, Bond n’utilise pas des torpilles mais des bombes incendiaires. Elektra ne mise pas tout son argent tout de suite au casino ; elle joue d’abord avec Bond au Blackjack. Bull n’est pas un personnage de type comique dans la novélisation. Son vrai nom est Maurice Womasa et c’est un tueur originaire de Somalie qui est notamment recherché pour génocide.
Elektra ne meurt pas tout de suite après que Bond lui a tiré dessus. Il se passe une trentaine de seconde avant que la vie ne quitte son corps. Lorsque Bond arrive dans la salle du réacteur, Renard est inconscient et se relève peu de temps après. Il semblerait qu'il ait perdu connaissance à cause de la balle qu’il a dans la tête.
La novélisation révèle aussi que le prénom de Davidov est Sasha et que la cigar girl se nomme Giulietta da Vinci.